# Gynoplistia ambulator
Gynoplistia ambulator är en tvåvingeart som beskrevs av Alexander 1924. Gynoplistia ambulator ingår i släktet Gynoplistia och familjen småharkrankar. Inga underarter finns listade i Catalogue of Life.